# Рита Клей Естрада
Рита Клей Естрада (на английски: Rita Clay Estrada) е американска писателка на бестселъри в жанра романс. Писала е и под псевдонима Тира Лейси (на английски: Tira Lacy).

## Биография и творчество
Рита Клей Естрада е родена на 31 юли 1941 г. в Мичиган, САЩ. Майка ѝ Рита Галахър е била носителка на титлата „Мис Мичиган“, писателка и преподавател, а баща ѝ Дан Клей е бил пилот от Военновъздушните сили на САЩ. Прекарва част от ранните си години в Европа – Мюнхен, Кайзерслаутерн и три години във Франкфурт. Завършва с диплома по английски език в Американската гимназия във Франкфурт. Учи 2 години в колежа в Сан Антонио.
След завършването на гимназията се омъжва и отглежда 4 деца, покрай които чете много романтична литература. През 1977 г. нейният съпруг ѝ купува пишеща машина, казвайки ѝ: „Ти ми каза, че винаги си искала да пишеш. Сега пиши.“ По-късно те се развеждат.
Първият ѝ книга е исторически романс, а втората съвременен романс, като и двете са отхвърлени категорично от издателите. Третият ръкопис „Wanderer's Dream“ е публикуван от издателство „Арлекин“ през 1981 г. под моминското ѝ име. През 1982 г. започва да пише и за друг издател под псевдонима Тира Лейси, който е анаграма на името ѝ.
През 1985 г. тя напуска „Арлекин“ и започва да пише под пълното си име, тъй като тогава имената на писателите, под които публикуват произведенията си са собственост на издателя.
Обикновено написването на един романс ѝ отнема около 4-5 месеца, като редакцията тя оставя на издателството. Пише по 5 страници вечер и повече през почивните дни. Книгите ѝ са преведени на 23 езика по света.
През 1980-1981 г., заедно с майка си и още 35 писатели, учредяват Асоциацията на писателите на романси на Америка за защита на правата на писателите и взаимопомощ. Рита Клей Естрада е неин пръв президент. Асоциацията учредява годишни награди за романтична литература, които по-късно са наречени РИТА, и които са сред най-престижните в жанра. Макар названието да е абревиатура, то е и жест към писателката за нейната роля в организацията, придобила международна известност и влияние.
Произведенията на писателката са удостоени с най-различни награди като „Б. Далтон“ и „Affaire de Coeur'“. През 2000 г. Асоциацията на писателите на романси на Америка удостоява Рита Клей Естрада с наградата РИТА за нейното цялостно творчество. Почетен член е на няколко писателски организации.
Освен като писателка тя се занимава и с консултантски дейности по преодоляване на бедствията от газови експлозии, петролни и химически пожари, и разливи.
Рита Клей Естрада живее в Спринг, близо до Хюстън, Тексас, и на Карибските острови.

## Произведения

### Като Рита Клей

#### Самостоятелни романи
- Wanderer's Dream (1981)
- Yesterday's Dreams (1982)
- Sweet Eternity (1982)
- Experiment in Love (1983)
- Summer Song (1983)

#### Серия „Мъдро безразсъдство“ (Wise Folly)
1. Wise Folly (1982)
2. Recapture the Love (1984)

### Като Тира Лейси

#### Самостоятелни романи
- With Time & Tenderness (1983)
- Only for Love (1984)

### Като Рита Клей Естрада

#### Самостоятелни романи
- Райският остров, The Ivory Key (1987)
- Любовна магия, A Little Magic (1987)
- To Buy a Groom (1990)
- Twice Loved (1991)
- Щастлив шанс, One More Time (1993)
- The Colonel's Daughter (1993)
- Interlude in Time (1994)
- The Twelve Gifts of Christmas (1994)
- Million Dollar Valentine (2000)
- Blissful (2000)
- Too Wicked to Love (2001)

#### Серия „Желанието и пътят“ (Will and the Way)
1. The Will and the Way (1985)
2. A Woman's Choice (1985)
3. Съкровени надежди, Something to Treasure (1986)

#### Серия „Сага за фамилия Бартоломю“ (Bartholomew Family Saga)
1. Second to None (1989)
2. The Lady Says No (1991)

#### Серия „Сага за сестрите Галахър“ (Gallagher Sisters Saga)
1. Wishes (1997)
2. Dreams (1998)
3. Everything About Him (1998)

#### Участие в общи серии с други писатели

##### Серия „Западни любовници: Бащите от Ранчин“ (Western Lovers: Ranchin' Dads)
15. Обещание за утрешния ден, The Best Things in Life (1986)
от серията има още 6 романа от различни автори

##### Серия „Заслепени“ (Bedazzled)
- Trust (1988)

от серията има още 3 романа от различни автори

##### Серия „Изгубена любов“ (Lost Loves)
3. Forms of Love (1994)
от серията има още 4 романа от различни автори

##### Серия „Грешно легло“ (Wrong Bed)
4. Love Me, Love My Bed (1996)
от серията има още 56 романа от различни автори

##### Серия „Бунтовници и мошеници“ (Rebels & Rogues)
- The Stormchaser (1996)

от серията има още 20 романа от различни автори

##### Серия „Ергенски търг“ (Bachelor Auction)
- One Wild Weekend (1999)

от серията има още 14 романа от различни автори

#### Сборници
- To Have and to Hold (1992) – с Барбара Бретън, Сандра Джеймс и Деби Макомбър
- Valentine Sampler (1993) – с Парис Афтън Бондс и Линда Трент
- Conveniently Yours (1994) – със Сали Брадфорд и Боби Хътчинсън
- Expecting! (1996) – с Барбара Делински и Мишел Рийд
- Bedazzled (2002) – с Джейн Ан Кренц и Вики Луис Томпсън

#### Документалистика
- Writing Romances (1997) – редактор с Рита Галахър (сборник с есета и от други автори)
- You Can Write a Romance (1999) – редактор с Рита Галахър